# Lennox Lewis
Pour les articles homonymes, voir Lewis.
Lennox Lewis est un boxeur britannique né le 2 septembre 1965 à West Ham, Londres. Médaillé d’or aux Jeux olympiques de Séoul en catégorie super-lourds, il a été un des rares triple champions du monde poids lourds de 1992 à 1994, 1997 à 2001 et de 2001 à 2004.

## Carrière amateur
Né à Londres, Lewis part au Canada en 1977 à l'âge de 12 ans. À l'école secondaire, il excelle au football canadien et au basketball, mais il décide finalement que c'est dans la boxe qu'il fera carrière. Décrit par ses camarades et ses professeurs comme hyperactif et parfois têtu, Lewis possède néanmoins un gabarit qui ne peut qu'être un avantage dans le sport qu'est la boxe. Arnie Boehm, son entraîneur le prend donc sous sa tutelle à l'école secondaire dès l'âge de 16 ans. À cet âge, Lewis mesure déjà 1,94 m mais est maigre malgré une vitesse d'exécution étonnante.
Son poids de moins de 85 kilogrammes jusqu'à l'âge de 18 ans et demie le fait donc concourir en lourds-légers chez les amateurs au Canada. Il devient champion du monde junior en 1982. Deux ans plus tard, Lewis représente le Canada aux Jeux olympiques de Los Angeles dans la catégorie des lourds (passant de 85 à 95 kilogrammes en moins d'un an). Il va jusqu'en quarts de finale, où il perd à la suite d'une décision controversée contre l'américain Tyrell Biggs (qu'il battra facilement plus tard chez les lourds).
Étonnamment, Lewis ne souhaite pas devenir professionnel après les Jeux olympiques, et continue encore quatre ans en amateur pour se perfectionner et accéder à un très bon niveau technique et physique, espérant devenir champion olympique. Quatre années plus tard, à l'âge de 23 ans, Lewis mesure 1,96 m et a renforcé son physique comme voulu, pesant 102 kg. Il réalise son but en remportant la médaille d'or en 1988 à Séoul, en battant en finale le futur champion du monde professionnel, Riddick Bowe (1,96 m pour 99 kg).

## Débuts professionnels
Lewis passe finalement professionnel le 27 juin 1989 et s’établit en Angleterre, s'étant toujours considéré comme Britannique. Jusqu’en juillet de l’année suivante, il combat à 13 reprises pour autant de victoires, dont 12 avant la limite. Considéré comme un des meilleurs espoirs de la catégorie, ses résultats lui permettent de briguer le titre de champion d’Europe.
Le 31 octobre 1990, il est opposé au Français Maurice Chanet. Une coupure ne tarde pas à apparaitre sur le visage de Chanet. Dans la 5e reprise, Lewis contre de plus en plus souvent son adversaire, Chanet qui encaisse beaucoup de coups sans renoncer. En début de 6e reprise, l’arbitre interrompt le combat pour laisser au médecin le soin d’examiner Chanet, au vu de ses coupures, le médecin ordonne l’arrêt du combat, Lewis est champion d’Europe.
Il défend ce titre face à Gary Mason, invaincu en 35 combats, champion de Grande-Bretagne. Mason est arrêté par l’arbitre au 7e round, Lewis détient désormais simultanément les titres européens et britanniques. Il les défend en battant facilement Glen McCrory par KO en 2 rounds et Derek Williams en 3 rounds, le 30 avril 1992.
En parallèle, dans des combats sans titre en jeu, Lewis a combattu à plusieurs reprises aux États-Unis, battant notamment l’ancien champion du monde Mike Weaver par KO en 6 rounds, et Tyrell Biggs. À la 3e reprise, un crochet droit envoie Biggs à terre. Mal assuré, ce dernier retourne vite au tapis, puis une 3e fois d’un autre crochet du droit, Lewis l’emporte par KO technique.
Le 31 octobre 1992, Lewis affronte Donovan Ruddock. Ce dernier s’était montré particulièrement coriace l’année précédente contre Mike Tyson, il est donné favori à 2 contre 1. L’issue de ce combat doit décider prochain challenger désigné pour le titre WBC détenu par Evander Holyfield. Une droite plongeante envoie le canadien à terre à la fin de la première reprise. Lewis expédie son adversaire à terre au début du 2e round, puis enchaine 3 directs au visage. Incapable de reprendre, Ruddock est arrêté par l’arbitre.
Riddick Bowe, qui était devenu champion du monde en battant Evander Holyfield, refuse de rencontrer son ancien vainqueur des Jeux olympiques. Il fera sensation en jetant devant les caméras la ceinture WBC dans une poubelle. Il est destitué par cette fédération, Lewis en devient le champion sans combattre le 14 janvier 1993. Il devient  ainsi le premier britannique champion du monde des lourds du XXe siècle.

## Champion du monde WBC
Il défend cette ceinture le 8 mai 1993 contre l’ancien champion du monde Tony Tucker, qui est envoyé à terre au 3e round d’un crochet du droit, et y retourne au 9e pour la même raison, Lewis remporte le combat par décision unanime. Son adversaire suivant, Frank Bruno, lui oppose une forte résistance mais à la 7e reprise, une suite de crochets et d’uppercuts de Lewis sans réplique de Bruno poussent l’arbitre à arrêter le combat. Le 6 mai 1994 il défend son titre contre Phil Jackson, qu’il envoie au tapis après quelques instants de combat, une nouvelle fois aux 5e et 8e rounds. Il remporte le match par KO technique lors de ce round.

## Lennox Lewis contre Oliver McCall I et II
Le 24 septembre 1994, il rencontre Oliver McCall, un boxeur ayant déjà connu plusieurs défaites, mais réputé pour sa résistance. Lewis est donné favori à 5 contre 1. Lors de la seconde reprise, Lewis  porte une attaque mais il se fait contrer par un crochet gauche de son adversaire. Il connait la première défaite de sa carrière.
Lennox reste néanmoins un boxeur en vue. Après deux victoires faciles, il bat l’ancien champion du monde Tommy Morrison le 7 octobre 1995 par KO technique en 6 rounds, après l’avoir envoyé 4 fois au tapis. Il connait ensuite un match difficile contre Ray Mercer qu’il remporte par décision majoritaire, décision controversée et huée par le public. Il redevient néanmoins challenger mondial pour la WBC, afin d’affronter Mike Tyson, en échange d'une bourse de plusieurs millions de dollars offerte par le promoteur Don King. Ce dernier préférant d’abord opposer Evander Holyfield à Tyson, le combat n'a pas lieu.
Lewis dispute le titre vacant contre McCall, 7 février 1997 à Las Vegas, dans ce qui reste un des combats les plus étranges jamais vus. En effet, McCall, après un bon début de combat, refuse de se battre dans les quatrième et cinquième rounds, commençant à pleurer et forçant finalement l'arbitre à arrêter le combat et à accorder la victoire à Lewis. McCall à cette époque connaissait des problèmes personnels, déjà rentré deux fois en centre de réhabilitation pour guérir son addiction à la drogue.

## Double champion du monde WBC
Lennox rencontre alors un boxeur en vue : Le britannique Henry Akinwande, invaincu en 32 combats, ancien champion d’Europe et actuel champion du monde WBO. Lewis mène vite sur les cartes des juges, mais Akinwande s’accroche très fréquemment. L’arbitre le prévient de stopper, il finit par interrompre le combat pour parler avec Akinwande et son entraineur, les prévenant qu’il devra le disqualifier s’il continue. Ce dernier recommençant à s’accrocher, il est disqualifié.
Il rencontre ensuite le 4 octobre 1997 le polonais Andrew Golota, qui sort de deux combats où il a malmené Riddick Bowe. Une combinaison de coups de Lewis envoie Golota à terre après une minute de combat. Ce dernier est autorisé à reprendre par l’arbitre Joe Cortez, mais il ne riposte plus aux coups que Lewis lui envoie et retourne au tapis, à la surprise générale, le combat aura duré 1 minute 35. Il bat ensuite Shannon Briggs, l’ayant envoyé à terre à 3 reprises, il l’emporte par KO technique à la 5e reprise et le croate invaincu Zeljko Mavrovic, qu’il bat par décision unanime en 12 rounds.

## Lennox Lewis contre Evander Holyfield I et II

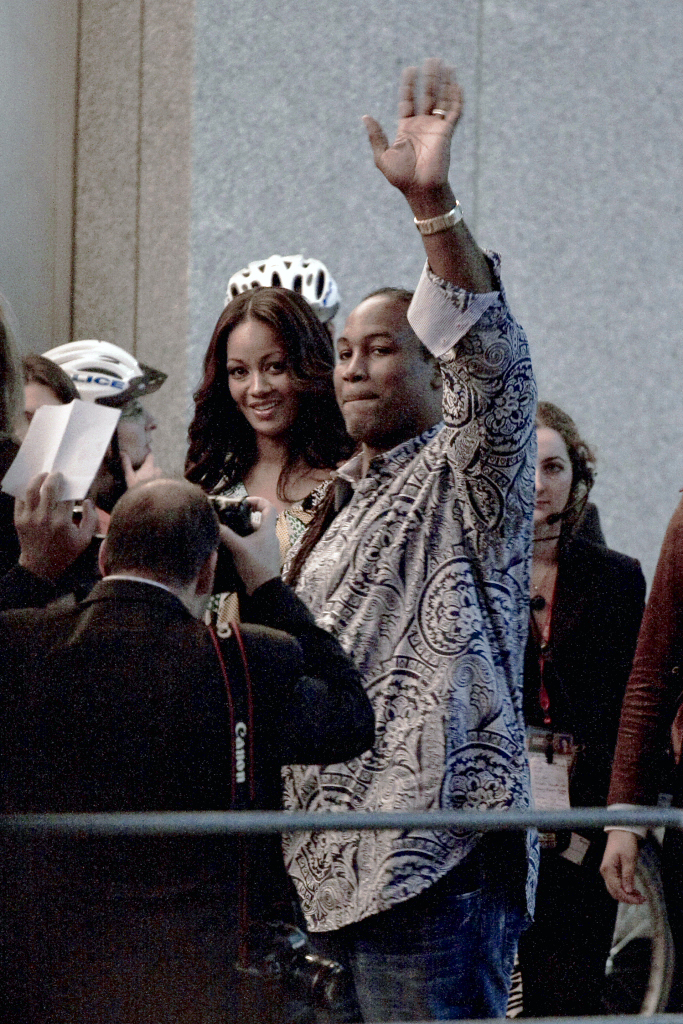
Lewis à la première de Au-delà pendant le Festival international du film de Toronto en 2010.

Mais Lewis n'est pas considéré comme le champion de la catégorie. C'est Evander Holyfield qui est considéré comme tel après ses victoires contre Mike Tyson et Michael Moorer. Lewis n'a alors qu'un seul but : unifier le titre mondial des lourds. Il croit avoir réalisé cet exploit le 13 mars 1999 quand il se mesure à un Evander Holyfield usé par ses nombreuses guerres passées, alors champion WBA et IBF. Bien que la plupart des experts voient Lewis vainqueur, le combat se termine sur un match nul. Mais huit mois plus tard, les deux hommes se retrouvent et le Britannique gagne aux points.
Quelque temps après, il refuse d'affronter son challenger John Ruiz et abandonne sa ceinture WBA. Toutefois, il continue à être considéré comme le champion du monde légitime des lourds. En 2000, il défend ses titres WBC et IBF contre Michael Grant, François Botha qu’il bat chacun en 2 rounds. Il termine l’année par un combat contre David Tua, boxeur réputé pour son punch. Lewis gagne par décision unanime des juges avec une large avance.

## Lennox Lewis contre Hasim Rahman I et II
Le 22 avril 2001, Lewis rencontre Hasim Rahman. Avec 115 kilos à la pesée, il  n’a jamais été aussi lourd, mais au vu de ses récents résultats, il est donné favori à 20 contre 1. Il est mis KO dans la cinquième reprise par Hasim Rahman qui le cueille d’un crochet du droit, à la stupéfaction du public. Le lendemain, Lewis est consolé par le président sud-africain, Nelson Mandela. La revanche a lieu le 17 novembre de la même année. Une droite met KO Rahman dans le quatrième round, Lewis récupère ses ceintures, il est désormais triple champion du monde.

## Lennox Lewis contre Mike Tyson
Le 8 juin 2002, il défend son titre contre Mike Tyson dans un combat qui, à l'époque, engrange le record de gains pour un match de boxe, bien que jugé tardif, Lewis ayant 36 ans, Tyson 35. Ce dernier remporte le premier round, mais Lewis prend la main dès le suivant. À la fin du 3e round, l'arcade de Mike est déjà ouverte. Bientôt, Tyson est de moins en moins actif, et les accrochages se multiplient. En début de 8e reprise, un uppercut du gauche de Lewis fait plier Tyson, compté par l’arbitre. Un direct du droit de Lewis l'envoie à terre pour le compte à la fin de ce même round.

## Lennox Lewis contre Vitali Klitschko
Le 21 juin 2003, Lewis était censé rencontrer Kirk Johnson pour défendre son titre, mais ce dernier se blesse, et Vitali Klitschko accepte de le remplacer au pied levé. Il ne dispose que de onze jours d'entraînement. Lewis est favori à quatre contre un. Pourtant, Klitschko crée la surprise en bousculant Lewis dès le début du combat. Ce dernier, qui n'a jamais été aussi lourd, se fatigue rapidement mais réplique néanmoins. Le match est très violent. Un direct droit de Lewis à la 3e reprise provoque une coupure à l'œil de l'Ukrainien qui saigne abondamment. Avant le septième round, le médecin de coin décide d'arrêter le combat, la coupure de Vitali s’aggravant, malgré les protestations de ce dernier qui mène sur les cartes des juges 4 rounds à 2. Lewis remporte ainsi une victoire controversée.
Après ce combat, Lewis réfléchit sur la suite à donner à sa carrière, et faute de motivation, refusant une revanche à Klitschko, il déclare lors d'une conférence de presse, le 6 février 2004 à Londres, qu'il met un terme à sa carrière. Lewis est alors le premier champion du monde en titre des lourds à abandonner sa ceinture depuis Mohamed Ali en 1979.

## Distinctions
- Lennox Lewis est membre de l'International Boxing Hall of Fame depuis 2009.
- Ses victoires contre Hasim Rahman au 4e round et Mike Tyson au 8e round sont élues KO de l'année en 2001 et 2002 par Ring Magazine.